# La Tardière
La Tardière là một xã ở tỉnh Vendée trong vùng Pays de la Loire, Pháp. Xã này có diện tích 20,48 km², dân số năm 2006 là 1216 người. Xã này nằm ở khu vực có độ cao trung bình 150 mét trên mực nước biển.

## Biến động dân số
| Năm | 1962 | 1968 | 1975  | 1982  | 1990  | 1999  | 2006  |
| --- | ---- | ---- | ----- | ----- | ----- | ----- | ----- |
| Dân số | 884  | 935  | 1 032 | 1 276 | 1 335 | 1 182 | 1 216 |
| From the year 1962 on: No double counting—residents of multiple communes (e.g. students and military personnel) are counted only once. |      |      |       |       |       |       |       |